# Fritz Kortner
Fritz Kortner (12 de mayo de 1892 - 22 de julio de 1970) fue un actor y director teatral y televisivo alemán de origen austriaco.

## Biografía
Su verdadero nombre era Fritz Nathan Kohn, y nació en Viena, Austria, cursando estudios en la Universidad de Música y Arte Dramático de Viena. Tras graduarse, trabajó con Max Reinhardt en Berlín en 1911, y después con Leopold Jessner en 1916, actuando ese mismo año en su primer film mudo. Kortner se convirtió en unos de los más conocidos actores de carácter alemanes, especializándose en la interpretación de personajes siniestros y amenazadores, lo que no le impidió hacer el papel del título en la película Dreyfus (1930).

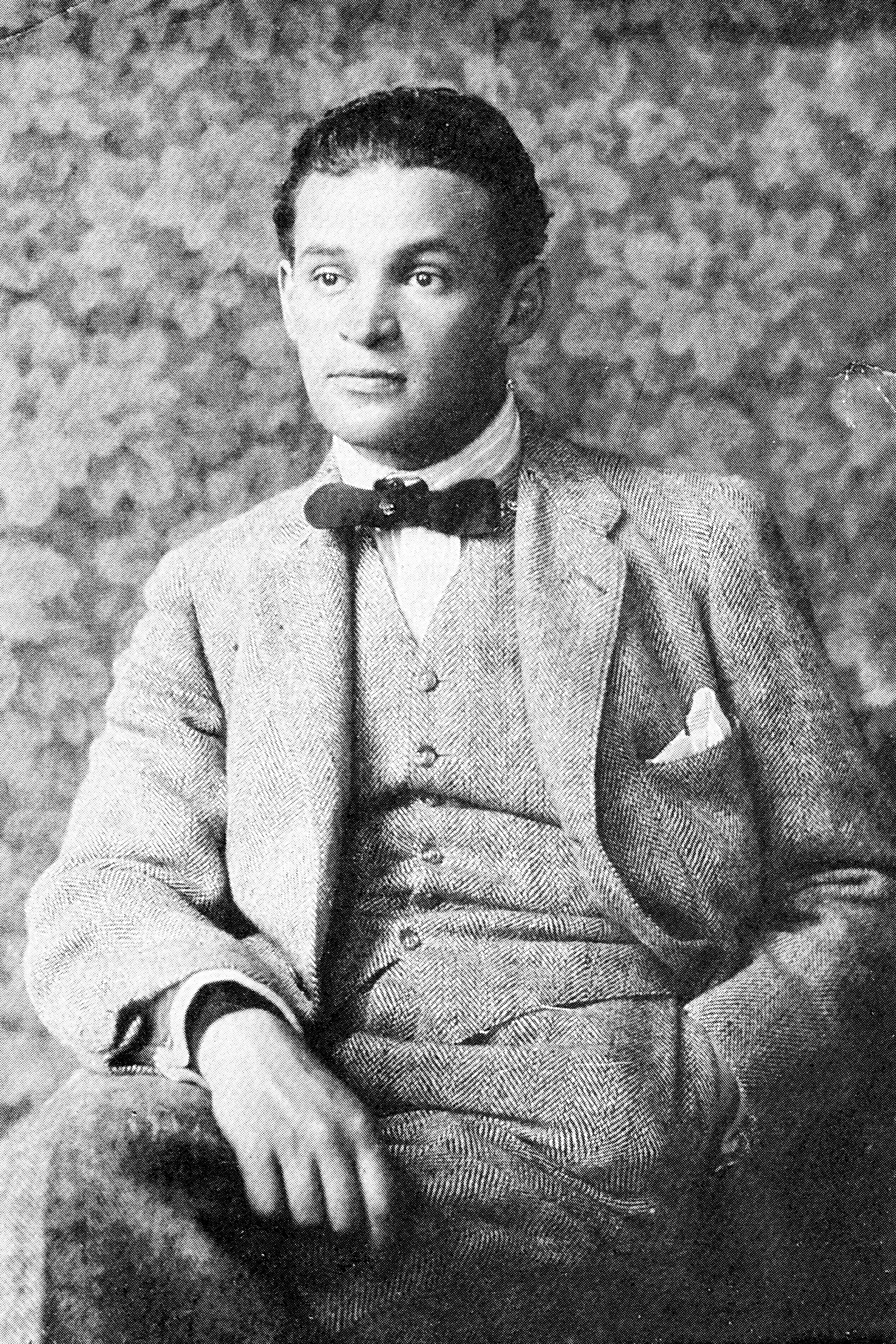
Fritz Kortner en 1911

Con la llegada al poder de los nazis, el judío Kortner tuvo que dejar Alemania en 1933, emigrando a los Estados Unidos, donde encontró trabajo durante un tiempo como actor de carácter y director teatral, volviendo a su país en 1949. 
Tras su vuelta, Kortner destacó por su innovadora dirección y puesta en escena, tanto de obras contemporáneas (Muerte de un viajante, 1950) como clásicas (Ricardo III, 1964).
Fritz Kortner falleció en Munich, Alemania, en 1970, a los 78 años de edad, a causa de una leucemia. Fue enterrado en el Cementerio Waldfriedhof de Múnich.

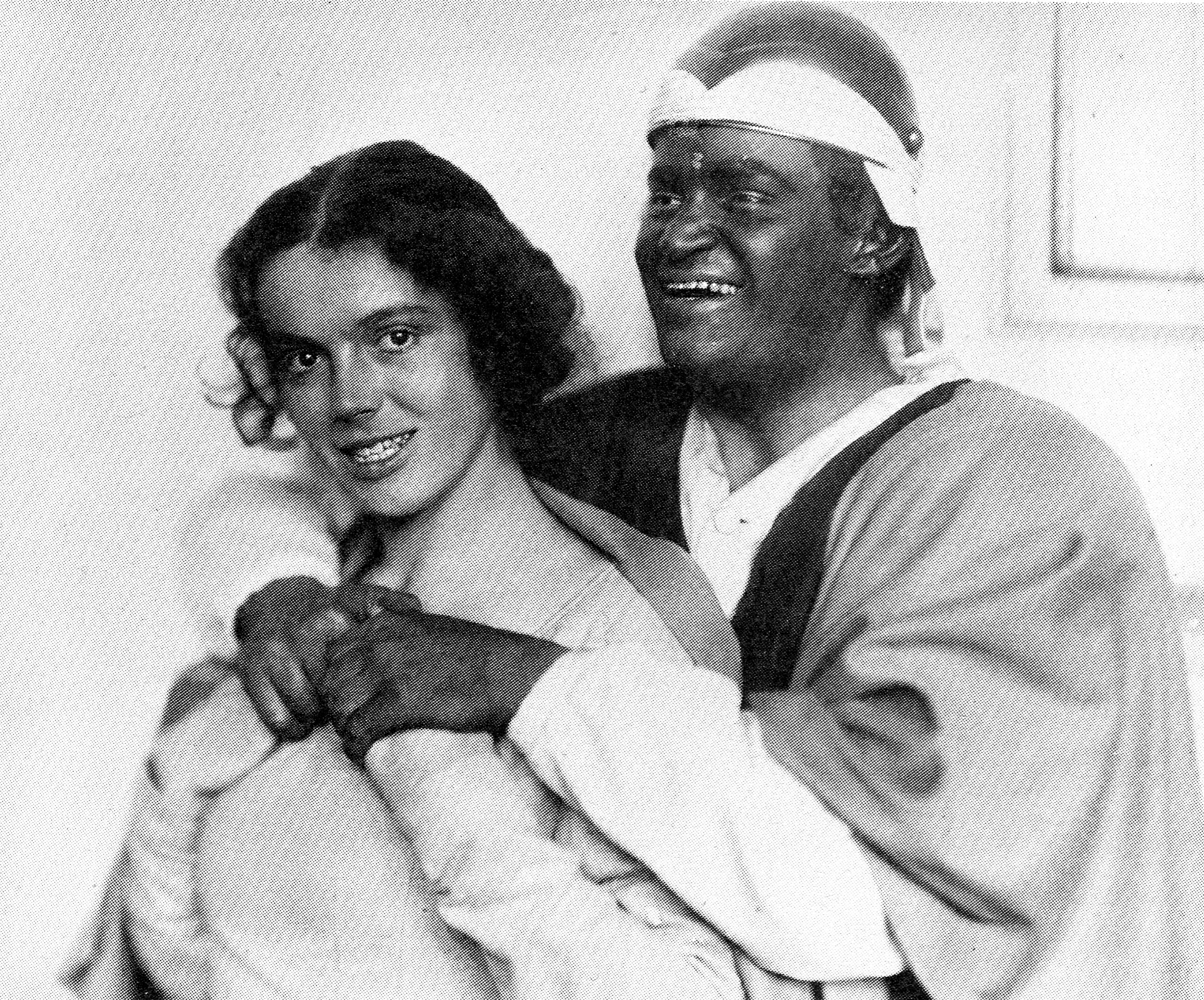
Fritz Kortner junto a su mujer, Johanna Hofer, en Otelo, de William Shakespeare

## Selección de su filmografía

### Actor

#### Cine
| - Manya, die Türkin (1915) - Im Banne der Vergangenheit (1915) - Das Geheimnis von D.14 (1915) - Police Nr. 1111 (1915) - Der Märtyrer seines Herzens (1918) - Else von Erlenhof (1919) - Satana (1920) - Va banque (1920) - Am roten Kliff (1921) - Die Brüder Karamasoff (1921) - Das Haus zum Mond (1921) - Die Verschwörung zu Genua (1921) - Landstraße und Großstadt (1921) - Am Rande der Großstadt (1922) - Nora (1923) - Schatten - Eine nächtliche Halluzination (1923) - Arme Sünderin (1924) - Mata Hari, die rote Tänzerin (1927) - Revolutionsbryllup, de A.W. Sandberg (1927) - Mein Leben für das Deine (1928) - Marquis d'Eon, der Spion der Pompadour (1928) - Die Büchse der Pandora (1929) | - Die Frau, nach der man sich sehnt (1929) - Das Schiff der verlorenen Menschen (1929) - Die Nacht des Schreckens, de Gennaro Righelli (1929) - Atlantik (1929) - Dreyfus (1930) - Menschen im Käfig (1930) - Danton (1931) - Der Mörder Dimitri Karamasoff (1931) - Chu Chin Chow (1934) - Little Friend (1934) - Abdul the Damned (1935) - Midnight Menace (1937) - Der ewige Jude, de Fritz Hippler (1940) - The Wife of Monte Cristo, de Edgar G. Ulmer (1946) - Somewhere in the Night (1946) - El filo de la navaja (The Razor's Edge), de Edmund Goulding (1946) - The Brasher Doubloon (1947) - Berlin Express (1948) - Epilog: Das Geheimnis der Orplid (1950) - Blaubart (1951) |

#### Televisión
- Der Kaufmann von Venedig (1968)

### Director

#### Cine
- Gregor Marold (1918)
- Else von Erlenhof (1919)
- Der brave Sünder (1931)
- So ein Mädel vergißt man nicht (1932)
- Die Stadt ist voller Geheimnisse (1955)
- Sarajevo (1955)

#### Televisión
- Androklus und der Löwe (1958)
- Die Sendung von Lysistrata (1961)
- Leonce und Lena (1963)
- Der eingebildete Kranke (1964)
- Der Vater (1969)
- Der Sturm (1969)
- Clavigo (1970)

### Guionista

#### Cine
- Der Märtyrer seines Herzens (1918)
- Die Geliebte des Gouverneurs (1927)
- Der brave Sünder (1931)
- Pagliacci (1936)
- The Strange Death of Adolf Hitler (1943)
- Der Ruf (1949)
- Die Stadt ist voller Geheimnisse (1955)

#### Televisión
- Die Sendung von Lysistrata (1961)
- Der eingebildete Kranke (1964)
- Der Vater (1969)
- Der Sturm (1969)
- Clavigo (1970)